# Rennerdale
Rennerdale es un lugar designado por el censo ubicado en el condado de Allegheny en el estado estadounidense de Pensilvania. En el Censo de 2010 tenía una población de 1150 habitantes y una densidad poblacional de 561,34 personas por km².

## Geografía
Rennerdale se encuentra ubicado en las coordenadas 40°24′1″N 80°8′23″O / 40.40028, -80.13972. Según la Oficina del Censo de los Estados Unidos, Rennerdale tiene una superficie total de 2.05 km², de la cual 2.05 km² corresponden a tierra firme y (0%) 0 km² es agua.

## Demografía
Según el censo de 2010, había 1150 personas residiendo en Rennerdale. La densidad de población era de 561,34 hab./km². De los 1150 habitantes, Rennerdale estaba compuesto por el 98.35% blancos, el 0.7% eran afroamericanos, el 0% eran amerindios, el 0.43% eran asiáticos, el 0% eran isleños del Pacífico, el 0% eran de otras razas y el 0.52% pertenecían a dos o más razas. Del total de la población el 0.26% eran hispanos o latinos de cualquier raza.